# Campeonato Ecuatoriano de Fútbol Serie B 1980
El Campeonato Ecuatoriano de Fútbol Serie B 1980, conocido oficialmente como «Campeonato Nacional de Fútbol Serie B 1980», fue la 15.ª y 16.ª edición del Campeonato nacional de fútbol profesional de la Serie B en Ecuador si se cuentan como torneos cortos y 9.ª en años. El torneo fue organizado por la Federación Ecuatoriana de Fútbol. Para esta edición del torneo se jugó con 10 equipos.
El Deportivo Quito obtuvo por primera vez el título en su historia al lograr ganar la Primera etapa, mientras que la Liga Deportiva Universitaria de Portoviejo, logró su tercer título en el de la Segunda etapa.

## Sistema de juego
El Campeonato Ecuatoriano de la Serie B 1980 se jugó de la siguiente manera.
Primera etapa
Se jugó un total de 18 fechas en encuentros de ida y vuelta, los dos equipos que se ubiquen en 1.er y en 2.º lugar serían reconocidos como campeón y subcampeón y lograrían el ascenso así mismo ambos equipos jugarían en la 2.ª etapa del Campeonato Ecuatoriano de Fútbol 1980.
Segunda etapa
Se jugó con el mismo sistema de la primera etapa con un total de 18 fechas en encuentros de ida y vuelta, los dos equipos que logren la mayoría de puntos serían reconocidos como campeón y subcampeón y lograrían jugar en el Campeonato Ecuatoriano de Fútbol 1981, mientras que para los juegos de promoción por el descenso a la Segunda Categoría, se definirá en un duelo entre los equipos que hayan terminado en último lugar en ambas etapas.

## Primera etapa

### Relevo semestral de clubes
| Pos. | de la Segunda etapa de la Serie A |
| ---- | --------------------------------- |
| 9º   | Aucas                             |
| 10º  | Deportivo Quito                   |

| Pos. | de la Segunda etapa de la Serie B |
| ---- | --------------------------------- |
| 1º   | El Nacional                       |
| 2º   | Everest                           |

| Pos. | de la Segunda Categoría |
| ---- | ----------------------- |
| 1º   | Macará                  |

### Datos de los clubes
| Equipo             | Ciudad     | Provincia                      |
| ------------------ | ---------- | ------------------------------ |
| Aucas              | Quito      | Bandera de Pichincha Pichincha |
| Audaz Octubrino    | Machala    | El Oro                         |
| Bonita Banana      | Machala    | El Oro                         |
| Deportivo Quevedo  | Quevedo    | Los Ríos                       |
| Deportivo Quito    | Quito      | Bandera de Pichincha Pichincha |
| L. D. Estudiantil  | Guayaquil  | Guayas                         |
| Liga de Cuenca     | Cuenca     | Azuay                          |
| Liga de Portoviejo | Portoviejo | Manabí                         |
| Macará             | Ambato     | Tungurahua                     |
| 9 de Octubre       | Guayaquil  | Guayas                         |

### Equipos por ubicación geográfica
| Provincia  | N.º | Equipos                            |
| ---------- | --- | ---------------------------------- |
| Guayas     | 2   | - L. D. Estudiantil - 9 de Octubre |
| Pichincha  | 2   | - Aucas - Deportivo Quito          |
| El Oro     | 2   | - Audaz Octubrino - Bonita Banana  |
| Azuay      | 1   | - Liga de Cuenca                   |
| Los Ríos   | 1   | - Deportivo Quevedo                |
| Manabí     | 1   | - Liga de Portoviejo               |
| Tungurahua | 1   | - Macará                           |

| Liga de Portoviejo Audaz Octubrino Bonita Banana L. D. Estudiantil 9 de Octubre Deportivo Quevedo Deportivo Quito Aucas Liga de Cuenca Macará |

### Partidos y resultados
| Fecha 1            | Fecha 1   | Fecha 1          |
| Equipo Local       | Resultado | Equipo Visitante |
| ------------------ | --------- | ---------------- |
| Deportivo Quevedo  | 2 - 0     | Macará           |
| Bonita Banana      | 3 - 1     | 9 de Octubre     |
| Liga de Portoviejo | 1 - 1     | Deportivo Quito  |
| Liga de Cuenca     | 2 - 1     | Audaz Octubrino  |
| Aucas              | 1 - 1     | LDE              |

| Fecha 2         | Fecha 2   | Fecha 2            |
| Equipo Local    | Resultado | Equipo Visitante   |
| --------------- | --------- | ------------------ |
| LDE             | 0 - 5     | Deportivo Quevedo  |
| Bonita Banana   | 0 - 1     | Aucas              |
| Macará          | 1 - 0     | 9 de Octubre       |
| Liga de Cuenca  | 2 - 0     | Liga de Portoviejo |
| Deportivo Quito | 3 - 0     | Audaz Octubrino    |

| Fecha 3            | Fecha 3   | Fecha 3          |
| Equipo Local       | Resultado | Equipo Visitante |
| ------------------ | --------- | ---------------- |
| 9 de Octubre       | 2 - 1     | Liga de Cuenca   |
| Deportivo Quevedo  | 2 - 0     | Deportivo Quito  |
| Audaz Octubrino    | 1 - 1     | Bonita Banana    |
| Liga de Portoviejo | 3 - 0     | LDE              |
| Aucas              | 4 - 1     | Macará           |

| Fecha 4         | Fecha 4   | Fecha 4            |
| Equipo Local    | Resultado | Equipo Visitante   |
| --------------- | --------- | ------------------ |
| LDE             | 0 - 1     | Deportivo Quito    |
| Audaz Octubrino | 0 - 0     | Deportivo Quevedo  |
| Liga de Cuenca  | 2 - 0     | Bonita Banana      |
| Macará          | 2 - 0     | Liga de Portoviejo |
| Aucas           | 1 - 0     | 9 de Octubre       |

| Fecha 5            | Fecha 5   | Fecha 5          |
| Equipo Local       | Resultado | Equipo Visitante |
| ------------------ | --------- | ---------------- |
| 9 de Octubre       | 2 - 1     | LDE              |
| Bonita Banana      | 2 - 3     | Macará           |
| Deportivo Quevedo  | 2 - 0     | Aucas            |
| Liga de Portoviejo | 2 - 0     | Audaz Octubrino  |
| Deportivo Quito    | 3 - 2     | Liga de Cuenca   |

| Fecha 6         | Fecha 6   | Fecha 6            |
| Equipo Local    | Resultado | Equipo Visitante   |
| --------------- | --------- | ------------------ |
| 9 de Octubre    | 0 - 0     | Liga de Portoviejo |
| Bonita Banana   | 4 - 0     | LDE                |
| Macará          | 2 - 0     | Audaz Octubrino    |
| Liga de Cuenca  | 3 - 1     | Deportivo Quevedo  |
| Deportivo Quito | 3 - 0     | Aucas              |

| Fecha 7            | Fecha 7   | Fecha 7          |
| Equipo Local       | Resultado | Equipo Visitante |
| ------------------ | --------- | ---------------- |
| 9 de Octubre       | 2 - 2     | Deportivo Quito  |
| Audaz Octubrino    | 0 - 0     | LDE              |
| Deportivo Quevedo  | 1 - 0     | Bonita Banana    |
| Liga de Portoviejo | 2 - 0     | Aucas            |
| Macará             | 1 - 0     | Liga de Cuenca   |

| Fecha 8            | Fecha 8   | Fecha 8           |
| Equipo Local       | Resultado | Equipo Visitante  |
| ------------------ | --------- | ----------------- |
| LDE                | 1 - 1     | Macará            |
| Audaz Octubrino    | 3 - 2     | 9 de Octubre      |
| Liga de Portoviejo | 5 - 4     | Deportivo Quevedo |
| Liga de Cuenca     | 3 - 0     | Aucas             |
| Deportivo Quito    | 6 - 0     | Bonita Banana     |

| Fecha 9        | Fecha 9   | Fecha 9            |
| Equipo Local   | Resultado | Equipo Visitante   |
| -------------- | --------- | ------------------ |
| 9 de Octubre   | 1 - 1     | Deportivo Quevedo  |
| Bonita Banana  | 5 - 0     | Liga de Portoviejo |
| Liga de Cuenca | 1 - 1     | LDE                |
| Macará         | 2 - 3     | Deportivo Quito    |
| Aucas          | 3 - 2     | Audaz Octubrino    |

| Fecha 10        | Fecha 10  | Fecha 10           |
| Equipo Local    | Resultado | Equipo Visitante   |
| --------------- | --------- | ------------------ |
| 9 de Octubre    | 1 - 1     | Bonita Banana      |
| LDE             | 2 - 3     | Aucas              |
| Audaz Octubrino | 0 - 3     | Liga de Cuenca     |
| Macará          | 4 - 1     | Deportivo Quevedo  |
| Deportivo Quito | 2 - 0     | Liga de Portoviejo |

| Fecha 11           | Fecha 11  | Fecha 11         |
| Equipo Local       | Resultado | Equipo Visitante |
| ------------------ | --------- | ---------------- |
| 9 de Octubre       | 4 - 2     | Macará           |
| Audaz Octubrino    | 0 - 0     | Deportivo Quito  |
| Deportivo Quevedo  | 1 - 0     | LDE              |
| Liga de Portoviejo | 2 - 1     | Liga de Cuenca   |
| Aucas              | 4 - 0     | Bonita Banana    |

| Fecha 12        | Fecha 12  | Fecha 12           |
| Equipo Local    | Resultado | Equipo Visitante   |
| --------------- | --------- | ------------------ |
| LDE             | 2 - 1     | Liga de Portoviejo |
| Bonita Banana   | 0 - 1     | Audaz Octubrino    |
| Liga de Cuenca  | 2 - 1     | 9 de Octubre       |
| Macará          | 3 - 3     | Aucas              |
| Deportivo Quito | 3 - 0     | Deportivo Quevedo  |

| Fecha 13           | Fecha 13  | Fecha 13         |
| Equipo Local       | Resultado | Equipo Visitante |
| ------------------ | --------- | ---------------- |
| 9 de Octubre       | 5 - 1     | Aucas            |
| Deportivo Quevedo  | 1 - 0     | Audaz Octubrino  |
| Bonita Banana      | 1 - 1     | Liga de Cuenca   |
| Liga de Portoviejo | 0 - 0     | Macará           |
| Deportivo Quito    | 2 - 0     | LDE              |

| Fecha 14        | Fecha 14  | Fecha 14           |
| Equipo Local    | Resultado | Equipo Visitante   |
| --------------- | --------- | ------------------ |
| LDE             | 1 - 1     | 9 de Octubre       |
| Audaz Octubrino | 1 - 1     | Liga de Portoviejo |
| Liga de Cuenca  | 1 - 4     | Deportivo Quito    |
| Macará          | 1 - 0     | Bonita Banana      |
| Aucas           | 4 - 0     | Deportivo Quevedo  |

| Fecha 15           | Fecha 15  | Fecha 15         |
| Equipo Local       | Resultado | Equipo Visitante |
| ------------------ | --------- | ---------------- |
| LDE                | 0 - 2     | Bonita Banana    |
| Audaz Octubrino    | 2 - 0     | Macará           |
| Deportivo Quevedo  | 0 - 0     | Liga de Cuenca   |
| Liga de Portoviejo | 0 - 1     | 9 de Octubre     |
| Aucas              | 1 - 1     | Deportivo Quito  |

| Fecha 16        | Fecha 16  | Fecha 16           |
| Equipo Local    | Resultado | Equipo Visitante   |
| --------------- | --------- | ------------------ |
| LDE             | 2 - 1     | Audaz Octubrino    |
| Bonita Banana   | 3 - 1     | Deportivo Quevedo  |
| Liga de Cuenca  | 2 - 0     | Macará             |
| Aucas           | 1 - 1     | Liga de Portoviejo |
| Deportivo Quito | 2 - 2     | 9 de Octubre       |

| Fecha 17          | Fecha 17  | Fecha 17           |
| Equipo Local      | Resultado | Equipo Visitante   |
| ----------------- | --------- | ------------------ |
| 9 de Octubre      | 2 - 1     | Audaz Octubrino    |
| Deportivo Quevedo | 2 - 2     | Liga de Portoviejo |
| Bonita Banana     | 2 - 3     | Deportivo Quito    |
| Macará            | 3 - 1     | LDE                |
| Aucas             | 2 - 1     | Liga de Cuenca     |

| Fecha 18            | Fecha 18  | Fecha 18         |
| Equipo Local        | Resultado | Equipo Visitante |
| ------------------- | --------- | ---------------- |
| LDE                 | 2 - 3     | Liga de Cuenca   |
| Deportivo Quevedo   | 2 - 2     | Nueve de Octubre |
| Audaz Octubrino     | 2 - 1     | Aucas            |
| Liga de Portoviejo  | 4 - 1     | Bonita Banana    |
| Deportivo Quito (C) | 3 - 2     | Macará           |

### Tabla de posiciones
|  |  |     | Equipo             | PJ | PG | PE | PP | GF | GC | DG  | PTS |
|  |  | --- | ------------------ | -- | -- | -- | -- | -- | -- | --- | --- |
|  |  | 1.  | Deportivo Quito    | 18 | 11 | 6  | 1  | 40 | 19 | +21 | 28  |
|  |  | 2.  | Liga de Cuenca     | 18 | 9  | 3  | 6  | 30 | 21 | +9  | 21  |
|  |  | 3.  | Aucas              | 18 | 8  | 4  | 6  | 30 | 29 | +1  | 20  |
|  |  | 4.  | 9 de Octubre       | 18 | 6  | 7  | 5  | 29 | 25 | +4  | 19  |
|  |  | 5.  | Macará             | 18 | 8  | 3  | 7  | 28 | 28 | 0   | 19  |
|  |  | 6.  | Deportivo Quevedo  | 18 | 7  | 5  | 6  | 26 | 27 | -1  | 19  |
|  |  | 7.  | Liga de Portoviejo | 18 | 6  | 6  | 6  | 24 | 25 | -1  | 18  |
|  |  | 8.  | Bonita Banana      | 18 | 5  | 3  | 10 | 22 | 30 | -8  | 13  |
|  |  | 9.  | Audaz Octubrino    | 18 | 3  | 5  | 10 | 13 | 25 | -12 | 11  |
|  |  | 10. | L. D. Estudiantil  | 18 | 2  | 6  | 10 | 14 | 34 | -20 | 10  |

PJ = Partidos jugados; PG = Partidos ganados; PE = Partidos empatados; PP = Partidos perdidos; GF = Goles a favor; GC = Goles en contra; DG = Diferencia de gol; PTS = Puntos
|  | Campeón, ascendió a la Segunda etapa de la Serie A 1980.    |
|  | Subcampeón, ascendió a la Segunda etapa de la Serie A 1980. |
|  | Disputó los Juegos de Promoción.                            |

### Campeón
|                                                                                     |
| Sociedad Deportivo Quito 1.er título Ascendió a la Segunda etapa de la Serie A 1980 |
| También ascendió Liga Deportiva Universitaria de Cuenca como subcampeón.            |

## Segunda etapa

### Relevo semestral de clubes
| Pos. | de la Primera etapa de la Serie A |
| ---- | --------------------------------- |
| 9º   | Manta Sport                       |
| 10º  | Deportivo Cuenca                  |

| Pos. | de la Primera etapa de la Serie B |
| ---- | --------------------------------- |
| 1º   | Deportivo Quito                   |
| 2º   | Liga de Cuenca                    |

### Datos de los clubes
| Equipo             | Ciudad                                                | Provincia                      |
| ------------------ | ----------------------------------------------------- | ------------------------------ |
| Aucas              | Quito                                                 | Bandera de Pichincha Pichincha |
| Audaz Octubrino    | Machala                                               | El Oro                         |
| Bonita Banana      | Machala                                               | El Oro                         |
| Deportivo Cuenca   | Cuenca                                                | Azuay                          |
| Deportivo Quevedo  | Quevedo                                               | Los Ríos                       |
| L. D. Estudiantil  | Guayaquil                                             | Guayas                         |
| Liga de Portoviejo | Portoviejo                                            | Manabí                         |
| Macará             | Ambato                                                | Tungurahua                     |
| Manta Sport        | [[Archivo:\|20x20px\|border\|Bandera de Manta]] Manta | Manabí                         |
| 9 de Octubre       | Guayaquil                                             | Guayas                         |

### Equipos por ubicación geográfica
| Provincia  | N.º | Equipos                            |
| ---------- | --- | ---------------------------------- |
| Guayas     | 2   | - L. D. Estudiantil - 9 de Octubre |
| El Oro     | 2   | - Audaz Octubrino - Bonita Banana  |
| Manabí     | 2   | - Liga de Portoviejo - Manta Sport |
| Azuay      | 1   | - Deportivo Cuenca                 |
| Los Ríos   | 1   | - Deportivo Quevedo                |
| Pichincha  | 1   | - Aucas                            |
| Tungurahua | 1   | - Macará                           |

| Manta Sport Liga de Portoviejo Audaz Octubrino Bonita Banana L. D. Estudiantil 9 de Octubre Deportivo Quevedo Aucas Deportivo Cuenca Macará |

### Partidos y resultados
| Fecha 1           | Fecha 1   | Fecha 1            |
| Equipo Local      | Resultado | Equipo Visitante   |
| ----------------- | --------- | ------------------ |
| LDE               | 3 - 0     | Liga de Portoviejo |
| Manta Sport       | 1 - 0     | Audaz Octubrino    |
| Bonita Banana     | 2 - 0     | Aucas              |
| Deportivo Quevedo | 1 - 1     | Deportivo Cuenca   |
| Macará            | 2 - 1     | 9 de Octubre       |

| Fecha 2            | Fecha 2   | Fecha 2           |
| Equipo Local       | Resultado | Equipo Visitante  |
| ------------------ | --------- | ----------------- |
| 9 de Octubre       | 2 - 2     | Bonita Banana     |
| Audaz Octubrino    | 2 - 2     | LDE               |
| Liga de Portoviejo | 3 - 2     | Deportivo Quevedo |
| Deportivo Cuenca   | 3 - 1     | Manta Sport       |
| Aucas              | 0 - 0     | Macará            |

| Fecha 3           | Fecha 3   | Fecha 3            |
| Equipo Local      | Resultado | Equipo Visitante   |
| ----------------- | --------- | ------------------ |
| LDE               | 2 - 1     | Deportivo Cuenca   |
| Manta Sport       | 0 - 0     | 9 de Octubre       |
| Deportivo Quevedo | 1 - 1     | Aucas              |
| Bonita Banana     | 0 - 3     | Audaz Octubrino    |
| Macará            | 1 - 1     | Liga de Portoviejo |

| Fecha 4            | Fecha 4   | Fecha 4           |
| Equipo Local       | Resultado | Equipo Visitante  |
| ------------------ | --------- | ----------------- |
| 9 de Octubre       | 2 - 1     | Deportivo Quevedo |
| Bonita Banana      | 1 - 1     | LDE               |
| Liga de Portoviejo | 2 - 1     | Audaz Octubrino   |
| Deportivo Cuenca   | 4 - 0     | Macará            |
| Aucas              | 4 - 0     | Manta Sport       |

| Fecha 5           | Fecha 5   | Fecha 5           |
| Equipo Local      | Resultado | Equipo Visitante  |
| ----------------- | --------- | ----------------- |
| 9 de Octubre      | 1 - 1     | Deportivo Cuenca  |
| Manta Sport       | 0 - 3     | Liga de Poroviejo |
| Deportivo Quevedo | 3 - 1     | Bonita Banana     |
| Audaz Octubrino   | 1 - 0     | Aucas             |
| Macará            | 2 - 2     | LDE               |

| Fecha 6          | Fecha 6   | Fecha 6            |
| Equipo Local     | Resultado | Equipo Visitante   |
| ---------------- | --------- | ------------------ |
| LDE              | 2 - 2     | 9 de Octubre       |
| Manta Sport      | 1 - 1     | Deportivo Quevedo  |
| Bonita Banana    | 1 - 0     | Macará             |
| Deportivo Cuenca | 2 - 1     | Audaz Octubrino    |
| Aucas            | 4 - 2     | Liga de Portoviejo |

| Fecha 7            | Fecha 7   | Fecha 7          |
| Equipo Local       | Resultado | Equipo Visitante |
| ------------------ | --------- | ---------------- |
| LDE                | 3 - 1     | Aucas            |
| Bonita Banana      | 3 - 2     | Deportivo Cuenca |
| Deportivo Quevedo  | 1 - 0     | Audaz Octubrino  |
| Liga de Portoviejo | 2 - 2     | 9 de Octubre     |
| Macará             | 4 - 1     | Manta Sport      |

| Fecha 8           | Fecha 8   | Fecha 8            |
| Equipo Local      | Resultado | Equipo Visitante   |
| ----------------- | --------- | ------------------ |
| 9 de Octubre      | 4 - 1     | Aucas              |
| Manta Sport       | 3 - 3     | Bonita Banana      |
| Audaz Octubrino   | 3 - 0     | Macará             |
| Deportivo Quevedo | 0 - 3     | LDE                |
| Deportivo Cuenca  | 2 - 1     | Liga de Portoviejo |

| Fecha 9            | Fecha 9   | Fecha 9           |
| Equipo Local       | Resultado | Equipo Visitante  |
| ------------------ | --------- | ----------------- |
| LDE                | 1 - 0     | Manta Sport       |
| Audaz Octubrino    | 2 - 1     | 9 de Octubre      |
| Liga de Portoviejo | 2 - 1     | Bonita Banana     |
| Macará             | 0 - 0     | Deportivo Quevedo |
| Aucas              | 2 - 1     | Deportivo Cuenca  |

| Fecha 10           | Fecha 10  | Fecha 10          |
| Equipo Local       | Resultado | Equipo Visitante  |
| ------------------ | --------- | ----------------- |
| 9 de Octubre       | 2 - 1     | Macará            |
| Audaz Octubrino    | 2 - 0     | Manta Sport       |
| Liga de Portoviejo | 6 - 1     | LDE               |
| Deportivo Cuenca   | 3 - 1     | Deportivo Quevedo |
| Aucas              | 1 - 0     | Bonita Banana     |

| Fecha 11          | Fecha 11  | Fecha 11           |
| Equipo Local      | Resultado | Equipo Visitante   |
| ----------------- | --------- | ------------------ |
| LDE               | 2 - 0     | Audaz Octubrino    |
| Manta Sport       | 2 - 1     | Deportivo Cuenca   |
| Bonita Banana     | 2 - 1     | 9 de Octubre       |
| Deportivo Quevedo | 1 - 0     | Liga de Portoviejo |
| Macará            | 1 - 0     | Aucas              |

| Fecha 12           | Fecha 12  | Fecha 12          |
| Equipo Local       | Resultado | Equipo Visitante  |
| ------------------ | --------- | ----------------- |
| 9 de Octubre       | 1 - 1     | Manta Sport       |
| Audaz Octubrino    | 4 - 1     | Bonita Banana     |
| Liga de Portoviejo | 3 - 2     | Macará            |
| Deportivo Cuenca   | 3 - 1     | LDE               |
| Aucas              | 2 - 2     | Deportivo Quevedo |

| Fecha 13          | Fecha 13  | Fecha 13           |
| Equipo Local      | Resultado | Equipo Visitante   |
| ----------------- | --------- | ------------------ |
| LDE               | 0 - 2     | Bonita Banana      |
| Manta Sport       | 3 - 3     | Aucas              |
| Audaz Octubrino   | 1 - 2     | Liga de Portoviejo |
| Deportivo Quevedo | 1 - 1     | 9 de Octubre       |
| Macará            | 2 - 0     | Deportivo Cuenca   |

| Fecha 14           | Fecha 14  | Fecha 14          |
| Equipo Local       | Resultado | Equipo Visitante  |
| ------------------ | --------- | ----------------- |
| LDE                | 1 - 2     | Macará            |
| Bonita Banana      | 2 - 3     | Deportivo Quevedo |
| Liga de Portoviejo | 3 - 0     | Manta Sport       |
| Deportivo Cuenca   | 3 - 0     | 9 de Octubre      |
| Aucas              | 3 - 0     | Audaz Octubrino   |

| Fecha 15           | Fecha 15  | Fecha 15         |
| Equipo Local       | Resultado | Equipo Visitante |
| ------------------ | --------- | ---------------- |
| 9 de Octubre       | 2 - 1     | LDE              |
| Audaz Octubrino    | 2 - 2     | Deportivo Cuenca |
| Liga de Portoviejo | 2 - 0     | Aucas            |
| Deportivo Quevedo  | 3 - 3     | Manta Sport      |
| Macará             | 2 - 0     | Bonita Banana    |

| Fecha 16         | Fecha 16  | Fecha 16           |
| Equipo Local     | Resultado | Equipo Visitante   |
| ---------------- | --------- | ------------------ |
| 9 de Octubre     | 3 - 2     | Liga de Portoviejo |
| Manta Sport      | 3 - 0     | Macará             |
| Audaz Octubrino  | 2 - 1     | Deportivo Quevedo  |
| Deportivo Cuenca | 5 - 0     | Bonita Banana      |
| Aucas            | 3 - 0     | LDE                |

| Fecha 17           | Fecha 17  | Fecha 17          |
| Equipo Local       | Resultado | Equipo Visitante  |
| ------------------ | --------- | ----------------- |
| LDE                | 4 - 1     | Deportivo Quevedo |
| Bonita Banana      | 1 - 1     | Manta Sport       |
| Liga de Portoviejo | 2 - 1     | Deportivo Cuenca  |
| Macará             | 1 - 0     | Audaz Octubrino   |
| Aucas              | 2 - 3     | 9 de Octubre      |

| Fecha 18          | Fecha 18  | Fecha 18           |
| Equipo Local      | Resultado | Equipo Visitante   |
| ----------------- | --------- | ------------------ |
| 9 de Octubre      | 0 - 0     | Audaz Octubrino    |
| Manta Sport       | 2 - 1     | LDE                |
| Bonita Banana     | 0 - 2     | Liga de Portoviejo |
| Deportivo Quevedo | 2 - 2     | Macará             |
| Deportivo Cuenca  | 2 - 2     | Aucas              |

### Tabla de posiciones
|  |  |     | Equipo             | PJ | PG | PE | PP | GF | GC | DG  | PTS |
|  |  | --- | ------------------ | -- | -- | -- | -- | -- | -- | --- | --- |
|  |  | 1.  | Liga de Portoviejo | 18 | 11 | 1  | 6  | 38 | 26 | +12 | 23  |
|  |  | 2.  | Deportivo Cuenca   | 18 | 8  | 4  | 6  | 36 | 26 | +10 | 20  |
|  |  | 3.  | Macará             | 18 | 7  | 5  | 6  | 22 | 24 | -2  | 19  |
|  |  | 4.  | 9 de Octubre       | 18 | 6  | 6  | 6  | 28 | 27 | +1  | 18  |
|  |  | 5.  | L. D. Estudiantil  | 18 | 7  | 4  | 7  | 30 | 28 | +2  | 18  |
|  |  | 6.  | Audaz Octubrino    | 18 | 7  | 3  | 8  | 24 | 19 | +5  | 17  |
|  |  | 7.  | Aucas              | 18 | 6  | 5  | 7  | 29 | 27 | +2  | 17  |
|  |  | 8.  | Deportivo Quevedo  | 18 | 4  | 8  | 6  | 25 | 28 | -3  | 16  |
|  |  | 9.  | Manta Sport        | 18 | 4  | 7  | 7  | 22 | 34 | -12 | 15  |
|  |  | 10. | Bonita Banana      | 18 | 5  | 4  | 9  | 16 | 20 | -4  | 14  |

PJ = Partidos jugados; PG = Partidos ganados; PE = Partidos empatados; PP = Partidos perdidos; GF = Goles a favor; GC = Goles en contra; DG = Diferencia de gol; PTS = Puntos
|  | Campeón, ascendió a la Serie A 1981.    |
|  | Subcampeón, ascendió a la Serie A 1981. |
|  | Disputó los Juegos de Promoción.        |

### Campeón
|                                                                                   |
| Liga Deportiva Universitaria de Portoviejo 3.er título Ascendió a la Serie A 1981 |
| También ascendió Club Deportivo Cuenca como subcampeón.                           |

## Tabla acumulada
|  |  |     | Equipo             | PJ | PG | PE | PP | GF | GC | DG  | PTS |
|  |  | --- | ------------------ | -- | -- | -- | -- | -- | -- | --- | --- |
|  |  | 1.  | Liga de Portoviejo | 36 | 17 | 7  | 12 | 62 | 51 | +11 | 41  |
|  |  | 2.  | Macará             | 36 | 15 | 8  | 13 | 50 | 52 | -2  | 38  |
|  |  | 3.  | Aucas              | 36 | 14 | 9  | 13 | 59 | 53 | +6  | 37  |
|  |  | 4.  | 9 de Octubre       | 36 | 12 | 13 | 11 | 57 | 52 | +5  | 37  |
|  |  | 5.  | Deportivo Quevedo  | 36 | 11 | 13 | 12 | 51 | 55 | -2  | 35  |
|  |  | 6.  | Deportivo Quito    | 18 | 11 | 6  | 1  | 40 | 19 | +21 | 28  |
|  |  | 7.  | Audaz Octubrino    | 36 | 10 | 8  | 18 | 37 | 44 | -7  | 28  |
|  |  | 8.  | L. D. Estudiantil  | 36 | 9  | 10 | 17 | 44 | 62 | -18 | 28  |
|  |  | 9.  | Bonita Banana      | 38 | 10 | 7  | 19 | 38 | 52 | -14 | 27  |
|  |  | 10. | Liga de Cuenca     | 18 | 9  | 3  | 6  | 30 | 21 | +9  | 21  |
|  |  | 11. | Deportivo Cuenca   | 18 | 8  | 4  | 6  | 36 | 26 | +10 | 20  |
|  |  | 12. | Manta Sport        | 18 | 4  | 7  | 7  | 22 | 34 | -12 | 15  |

PJ = Partidos jugados; PG = Partidos ganados; PE = Partidos empatados; PP = Partidos perdidos; GF = Goles a favor; GC = Goles en contra; DG = Diferencia de gol; PTS = Puntos
|  | Ascendieron a la Serie A como Campeones.    |
|  | Ascendieron a la Serie A como Subcampeones. |
|  | Disputaron los Juegos de Promoción.         |

## Juegos de Promoción
La disputaron entre Bonita Banana y L. D. Estudiantil, ganando el cuadro de la garra bananera.
| Ciudad | Equipo local      | Resultado | Equipo visitante  |
| --- | ----------------- | --------- | ----------------- |
| Machala | Bonita Banana     | 1 - 0     | L. D. Estudiantil |
| Guayaquil | L. D. Estudiantil | 0 - 1     | Bonita Banana     |
| Bonita Banana permaneció en la Serie B al ganar los Juegos de Promoción con el marcador global de 2-0 y L. D. Estudiantil descendió a la Segunda Categoría de 1981. |                   |           |                   |